# Агнодіка
Агнодіка (грец. Ἀγνοδίκη) — перша в історії, але, можливо, вигадана, давньогрецька акушерка. Сучасні вчені схиляються до того, що Агнодіка — реальна особа.
Вона родом з Афін, де жінкам і рабам закон забороняв вивчати медицину. Агнодіка вирушила вивчати медицину в Єгипет, оскільки їй як жінці відмовили в навчанні в Афінах. Згідно з працями Гая Юлія Гігіна (і тільки його), Агнодіка видала себе за чоловіка і стала відвідувати лекції лікаря на ім'я Герофіл, присвятивши себе переважно вивченню акушерства та гінекології.
Жінки відмовлялися від її послуг, поки вона не визнавала, що сама є жінкою. Пізніше, коли вона вже почала самостійну і успішну практику, кілька інших лікарів позаздрили їй і звинуватили її в розбещенні пацієнток. Вона змушена була відповідати перед Ареопагом. Після того, як вона відкрила свою істинну стать, це звинувачення з неї зняли, але тут же пред'явили інше — як уже було сказано, жінки не мали права займатися медициною. На її захист стали її колишні пацієнтки — дружини афінських правителів, і, як наслідок, закон, порушений Агнодікою, було скасовано.
До жодної конкретної дати ця історія не прив'язана, але деякі називають вчителя Агнодікі не Ієрофілом[прояснити], а Герофілом, і таким чином відносять події до IV—III століття до н. е. Ця поправка на перший погляд здається цілком доречною, але все ж проти неї існують заперечення. По-перше, якщо довіритися авторитету Гігіна і визнати, що ця історія сталася насправді, то вона певніше мала місце в V або VI столітті до н. е., ніж в III або IV, по-друге, немає вказівок на те, що Агнодіка бувала в Александрії, або Герофіл відвідував Афіни, а по-третє, малоймовірно, що Гігін назвав би настільки відомого лікаря «якимсь Герофілом».